# Anodonta implicata
Anodonta implicata är en musselart som beskrevs av Thomas Say 1829. Anodonta implicata ingår i släktet Anodonta och familjen målarmusslor. IUCN kategoriserar arten globalt som livskraftig. Inga underarter finns listade i Catalogue of Life.